# ماري بوبيلين
ماري بوبيلين (16 أيلول 1846 - 5 حزيران 1913) هي محامية بلجيكية ومن أوائل الناشطات السياسيات النسويات. عملت ماري مع إيزابيل جاتي دي جاموند في تحسين تعليم النساء، وأصبحت في عام 1888 أول امرأة بلجيكية تنال الدكتوراه في القانون. وبعد رفض ماري في نقابة المحامين، انتقلت لمسيرة نشطة بصفتها قائدة الرابطة البلجيكية لحقوق النساء. توفيت عام 1913 حتى دون الحصول على القبول في نقابة المحامين.

## سيرة ذاتية
ولدت ماري بوبيلين في شيربيك قرب بروكسل لعائلة من الطبقة المتوسطة يوم 16 أيلول 1846. كان أحد إخوتها طبيباً والآخر ضابطاً، وقد تلقت ماري تعليماً لائقاً بمعايير ذلك الزمان والمكان. علّمت مع أختها لويز في بروكسل في مؤسسة تديرها أبرز المعلمات النسويات وهي إيزابيل جاتي دي حاموند منذ عام 1864 حتى 1875. وبسبب خلافات مع جاتي انتقلت الشقيقتان إلى مونس لإدارة مدرسة جديدة للفتيات هناك أسست بمساعدة الحزب الليبرالي. عادت ماري عام 1882 إلى بروكسل لتكون مديرة المدرسة المتوسطة قرب لايكن، لكنها خسرت منصبها في العام اللاحق.

### «قضية بوبيلين»
سجلّت ماري في عمر السابعة والثلاثين في جامعة بروكسل الحرة لتدرس القانون، لتكمل دراستها حتى نالت الدكتوراه في القانون عام 1888، وكانت أول امرأة تقوم بذلك في بلجيكا. تقدمت بطلب للقبول في نقابة المحامين، ما يمكنها من المرافعة في القضايا أمام المحاكم البلجيكية، ورفض طلبها رغم عدم وجود أي قانون أو نظام صريح يمنع دخول النساء إلى نقابة المحاماة. لم ينجح استئنافها في محكمة الاستئناف في كانون الأول 1888 ولا في محكمة النقض في تشرين الثاني 1889، لكنه انتشر بشكل واسع في الصحافة البلجيكية والعالمية. أثبتت «قضية بوبيلين» للداعمين لقضية تعليم المرأة أن حصول المرأة على التعليم العالي وحده لا يكفي دون إحداث المزيد من التغييرات القانونية. ساهمت القضية في الانتقال من النسوية التعليمية إلى الحركة السياسية النسائية البلجيكية. لم تشجع هذه القضية في البداية جين شوفين التي نالت إجازة في القانون من باريس عام 1890 أن تقدم طلباً للقبول في نقابة المحامين، لكن شجعها على ذلك المحامي البلجيكي لويس  فرانك وهو داعم قديم لبوبيلين، وأدت قسم النقابة بعدما تغير القانون الفرنسي عام 1900. سمح للمرأة في بلجيكا للعمل كمحامية فقط منذ عام 1922.

## نشاطها السياسي
شاركت ماري في مؤتمرين نسويين في باريس عام 1889، وأسست الرابطة البلجيكية لحقوق المرأة عام 1892 بمساعدة إيزالا فان ديست وليوني لا فونتان. كانت بوبلين صديقة لماي رايت سيوول التي التقتها في باريس عام 1889، وبتشجيع منها أسس القسم البلجيكي للمجلس الدولي للمرأة عام 1893. كانت جهود بوبيلين الرامية إلى خلق حركة نسوية مستقلة خارج التقسيمات السياسية والحزبية وغير مرتبطة بالأحزاب الكاثوليكية أو الليبرالية أو الاشتراكية مجرد نجاح جزئي. وقد تلقى المجلس الوطني للمرأة البلجيكية الذي تأسس عام 1905 دعماً قليلاً من الأقسام النسائية التابعة للأحزاب السياسية.
ورغم هذه البداية الفاترة فقد تحققت معظم أهداف ماري قبل وفاتها عام 1913.[بحاجة إلى توثيق] ورغم ذلك لم تتضمن الإصلاحات القانونية اثنين من أهم مطالب ماري وهما: حق المرأة البالغة في الاقتراع، وحقها في الحصول على فرص متساوية في المهن الحرة. تقر الدراسات الحديثة بدور ماري الرئيسي في تكوين الحركة النسوية البلجيكية.

## تكريمها
خلدت ذكرى ماري بعدد من الأشكال ضمن بلجيكا. حيث ظهرت على طوابع البريد البلجيكية خلال السنة الدولية للمرأة عام 1975، وسميّ شارع في منطقة سان جوس تين نود باسمها عام 2008. وفي عام 2011 وضعت صورة ماري وفان ديست، أول امرأة بلجيكية حاصلة على الدكتوراه، على عملة 2 يورو التذكارية في الذكرى المئوية الأولى لليوم العالمي للمرأة. وفي عام 2005 جرى على أحد محطات تلفزيون شمال بلجيكا الناطقة بالفلمنكية تصويت «دي غروستي بيلج» لاختيار أعظم بلجيكي على مر الأزمان، صنفت فيه ماري في المرتبة 42.